# Grebs-Niendorf
Grebs-Niendorf är en kommun i Landkreis Ludwigslust-Parchim i förbundslandet Mecklenburg-Vorpommern i Tyskland. 
Kommunen bildades den 13 juni 2004 genom en sammanslagning av de tidigare kommunerna Grebs och Niendorf an der Rögnitz.
Kommunen ingår i kommunalförbundet Amt Dömitz-Malliß tillsammans med kommunerna Dömitz, Karenz, Malk Göhren, Malliß, Neu Kaliß och Vielank.